# 仕舞

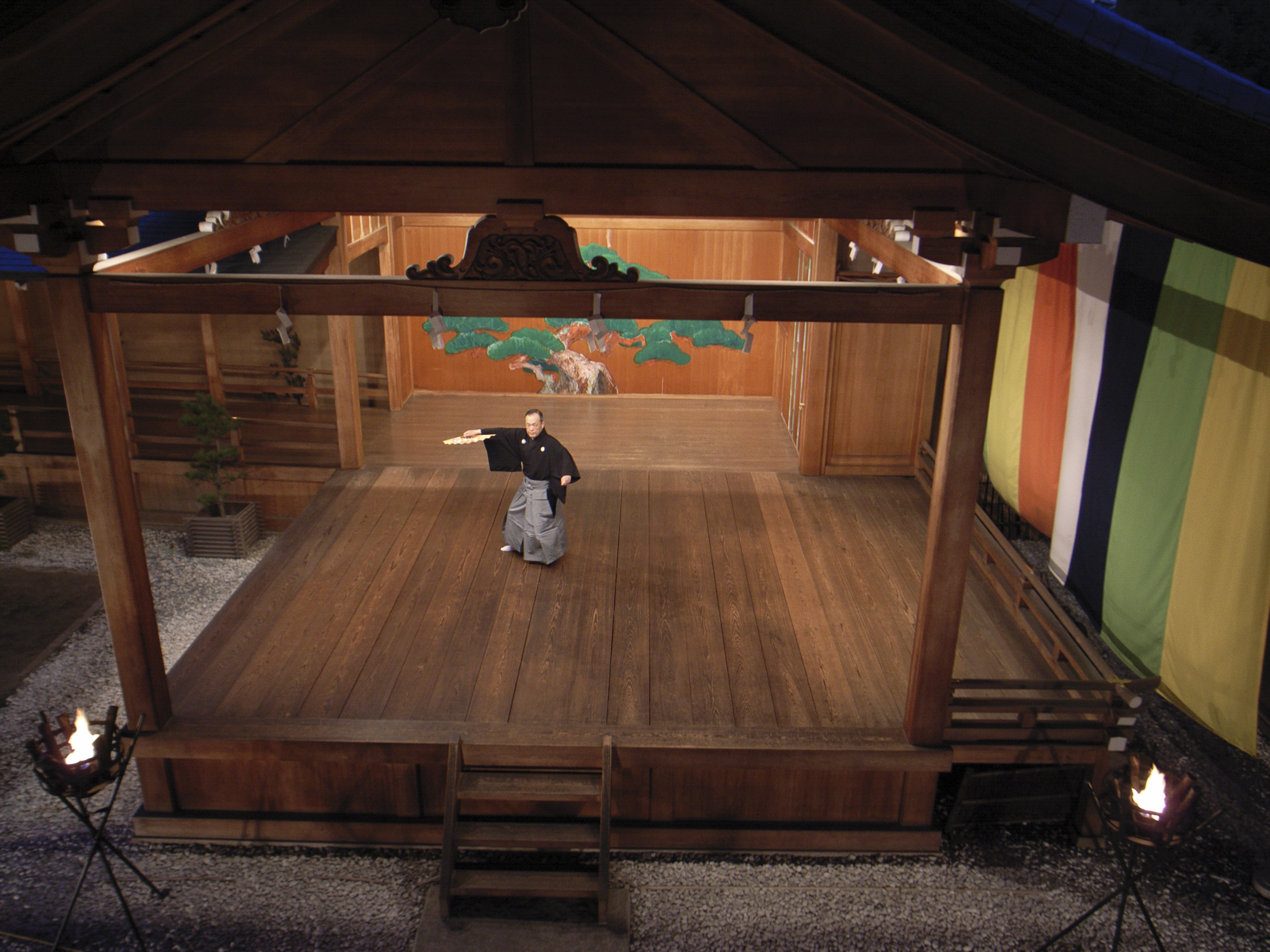
仕舞の稽古風景。上演時には横板に3～4名の地謡が坐って伴奏を謡う。

仕舞（し-まい）とは能の一部を面・装束をつけず、紋服・袴のまま素で舞うこと。能における略式上演形態の一種。
広義にはいわゆる仕舞と舞囃子を含めたものを指すが、地謡と囃子とともに舞う舞囃子とは異り、一般的には囃子を伴わず、舞事・働事などの部分を略した短い素舞を仕舞という。舞囃子が一曲のうちシテの舞がかかわる部分の大半を上演するのに対して、仕舞においては謡のあるシテの舞を抜きだしたもので、場合によっては一曲の能から数番の仕舞が掲出されていることもある。たいていはクセ（舞グセ）およびこれに準ずるもの、キリ、段物などで、型は能のそれを基本とするが、始曲部分や終曲部分は収まりのよいように仕舞独自の型が付され、そのほかの部分でもあて振り的な要素のつよい型はこれを改めて全体的に象徴性をより高くする方向で型付が行われている。
伴奏は地謡のみによって行われ、装束・面は用いず、紋付袴か裃などで演ずる。演者は、本来の指定にかかわらず最初の一句を坐ったまま謡い、次に立ち上って舞い、最後に打ち込みと呼ばれる型を行って坐って一曲を終える。謡はほとんどを地謡が取るが、なかには演者との掛け合いになっているものもある。上演にあたっての時間はきわめて短く、平均で十分程度、長くても二十分ほどのものである。主としてシテ方が一人で行うが、なかには「小袖曾我」や「二人静」のように両ジテ的な相舞のもの、「龍虎」「舎利」のようにシテとツレが異なった舞をひとつの舞台で見せるものがあり、このような場合には演者が二人となる（「大蛇」のようにシテとワキの二人で舞う仕舞もある）。また「張良」「羅生門」のようにワキ方の仕舞もあり、狂言方においても小舞として仕舞に似た上演形態がある。
仕舞は鑑賞用としても上演されているが、能を演ずるための稽古の段階としても利用されている。
仕舞の基本は摺り足であるが、足裏を舞台面につけて踵をあげることなくすべるように歩む独特の運歩法で（特にこれをハコビと称する）、これを円滑に行うためには膝を曲げ腰を入れて重心を落とした体勢をとる必要がある。すなわちこれが「構え」である。また能は、歌舞伎やそこから発生した日本舞踏が横長の舞台において正面の客に向って舞踏を見せることを前提とするのに対して、正方形の舞台の上で三方からの観客を意識しながら、円を描くようにして動く点にも特徴がある。 能舞台は音がよく反響するように作られており、演者が足で舞台を踏む（足拍子）ことも重要な表現要素である。
以下に主な仕舞の型の例を示す。
シカケ（サシコミ）
すっと立ち、扇を持った右手をやや高く正面にだす。
ヒラキ　
左足、右足、左足と三足（さんぞく）後退しながら、両腕を横に広げる。シカケとヒラキを連続させる型をシカケヒラキ（サシコミヒラキ）と呼ぶ。
左右（さゆう）
左手を掲げて左に一足ないし数足出た後、右手を掲げて右に一足ないし数足出る型。
サシ
右手の扇を横から上げて正面高くに掲げる型。
シオリ　
目の前に手を差し出す。泣くことを示す。
枕扇
左手で扇を持って顔を隠し、寝ていることを示す。

これら種々の型の連続によって仕舞が構成される。柳田國男の論を受けた渡辺保によれば、「踊り」が飛躍や跳躍を含む語であるのに対し、「舞」は「まわる」つまり円運動を意味する語である。 能の舞の特徴は、極端な摺り足と独特の身体の構え、そして円運動である。
能の舞はきわめて静的であるという印象が一般的だが、序破急と呼ばれる緩急があり、ハコビにおいてもゆっくりと動き出して、徐々にテンポを早くし、ぴたっと止まるように演じられる。稀に激しい曲ではアクロバテックな演技（飛び返りや仏倒れなど）もある。しかし止まっている場合でもじっと休んでいるわけでなく、いろいろな力がつりあったために静止しているだけにすぎず、身体に極度の緊張を強いることで、内面から湧き上がる迫力や気合を表出させようとする特色も持っている。